# استارلینک اوییشن
استارلینک اوییشن (به انگلیسی: Starlink Aviation) یک شرکت هواپیمایی با کد یاتا Q4 است که در ۱۹۸۱ میلادی تأسیس شده‌است. دفتر مرکزی استارلینک اوییشن در مونترآل، استان کبک، کانادا واقع شده‌است و قطب این شرکت هواپیمایی در فرودگاه بین‌المللی مونترآل-پییر الیوت ترودو قرار دارد.